# KB損害保険
KB損害保険（KBそんがいほけん、케이비손해보험、KB손해보험）は、大韓民国KB金融グループの完全子会社で損害保険会社の一つである。2006年4月設立

## 系列社
- 国民銀行